# Cyathocline manilaliana
Cyathocline manilaliana là một loài thực vật có hoa trong họ Cúc. Loài này được C.P.Raju & R.R.V.Raju mô tả khoa học đầu tiên năm 1999.